# Adelbert Ames

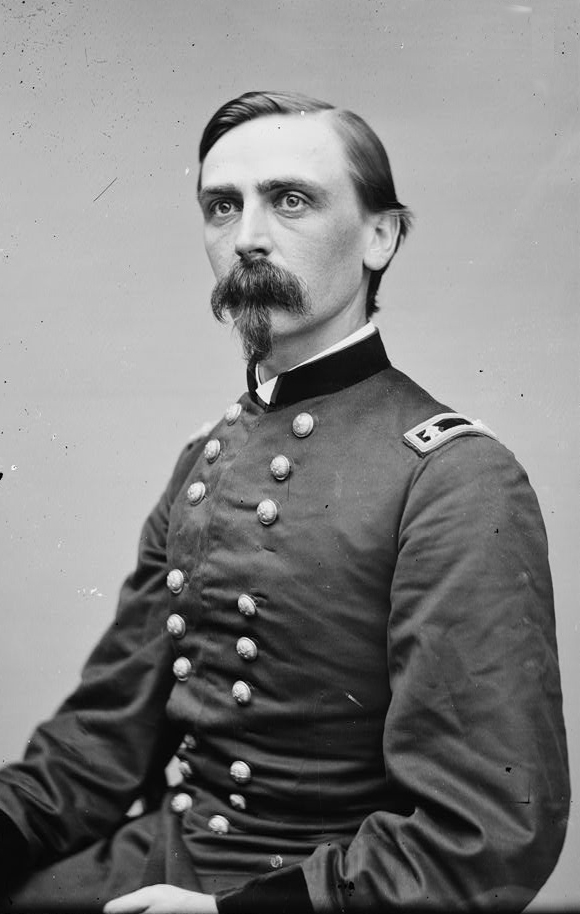
Adelbert Ames

Adelbert Ames (* 31. Oktober 1835 in Rockland, Knox County, Maine; † 12. April 1933 in Ormond Beach, Florida) war General im US-Heer im Amerikanischen Bürgerkrieg und im Spanisch-Amerikanischen Krieg. Außerhalb der Kriegszeiten war er Politiker. Er starb im Alter von 97 Jahren als letzter General des Bürgerkrieges. Sein Sohn war der Wissenschaftler Adelbert Ames Jr. (1880–1955), der den nach ihm benannten Ames-Raum entwickelt hat.
Nach kurzer Zeit auf See besuchte Ames die US-Militärakademie in  West Point, New York und schloss 1861 als Fünfter von 45 seiner Klasse ab.

## Im Bürgerkrieg
Ames wurde am 6. Mai 1861 als Leutnant zum 2. US-Artillerie-Regiment versetzt. Mit seiner Batterie nahm er an der Ersten Schlacht am Bull Run teil, bei der er verwundet wurde. Trotz der Verwundung kämpfte er weiter und erhielt dafür als Anerkennung 1893 die Medal of Honor. Während des Halbinsel-Feldzuges im Frühjahr 1862 kämpfte er bei der Belagerung von Yorktown, bei Gaines Mill und am Malvern Hill. Für die dabei gezeigten Leistungen schlug ihn der Artilleriekommandeur der Potomac-Armee, Oberst Henry J. Hunt, zur Beförderung zum Brevet-Oberstleutnant vor, die am 1. Juli 1862 erfolgte.
Ames war klar, dass er nur als Infanterieoffizier schnell aufsteigen konnte. Deshalb kehrte er nach Maine zurück, um sich als Kommandeur eines Infanterieregiments zu bewerben. Am 20. August 1862 übernahm er das Kommando über das neu aufgestellte 20. Maine-Infanterie-Regiment. Sein Stellvertreter wurde Joshua Lawrence Chamberlain.
Das Regiment kämpfte im Maryland-Feldzug 1862, wurde jedoch in der Schlacht am Antietam in Reserve gehalten. In der Schlacht von Fredericksburg führte Ames sein Regiment gegen die konföderierten Stellungen auf den Marye’s Heights westlich der Stadt. Während der Schlacht bei Chancellorsville im Mai 1863 diente Ames als Adjutant im Stab von Generalmajor George Meade, des Kommandierenden Generals des V. Korps der Potomac-Armee. Während dieser Zeit führte Joshua Lawrence Chamberlain das Regiment, das jedoch nicht aktiv an der Schlacht teilnahm.
Zwei Wochen nach Chancellorsville wurde Adelbert Ames zum Brigadegeneral der Freiwilligen befördert und erhielt das Kommando über eine Brigade im XI. Korps. Diese führte er in die Schlacht von Gettysburg, in der sein ehemaliges Regiment unter Führung des jetzt zum Obersten beförderten Chamberlain zu Ruhm kam. Ames’ Brigade selbst, die der Division Brigadegeneral Francis Channing Barlows unterstellt war, kämpfte am ersten Tag der Schlacht gegen konföderierte Truppen unter Generalleutnant Richard Stoddert Ewell, die die Brigade in die Flucht schlugen. Während der Kämpfe wurde Barlow verwundet und Ames übernahm das Kommando über die Division, die sich am Cemetery Hill neu formierte.
Nach Gettysburg wurde Ames’, wieder Brigadekommandeur und zum Brevet-Oberst der Regulären befördert, in den Wehrbereich Süd (South Carolina und Florida) versetzt. Er nahm an Kämpfen in South Carolina und Florida teil. Als Divisionskommandeur wurde seine Division 1864 dem X. Korps der James-Armee unter Generalmajor Benjamin Franklin Butler unterstellt und nahm an den Kämpfen auf der Bermuda Hundred-Halbinsel und an der Belagerung von Petersburg teil. Butler wurde später sein Schwiegervater. Im Winter 1864 wurde die Division dem XXIV. Korps unterstellt und nach North Carolina geschickt. Dort kämpfte sie in der Schlacht von Fort Fisher, wofür Ames als Anerkennung für seine Leistungen zum Brevet-Generalmajor der Freiwilligen und Brevet-Brigadegeneral des regulären Heeres befördert wurde.

## Nach dem Bürgerkrieg
Ames wurde 1868 zum provisorischen Gouverneur von Mississippi ernannt, dann zum Befehlshaber des 4. Militärdistrikts (Fourth Military District), der aus Mississippi und Arkansas bestand. Von 1870 bis 1874 war er republikanischer US-Senator für Mississippi.
Ames heiratete 1870 Blanche Butler, die Tochter General Benjamin Butlers, seines ehemaligen Oberbefehlshabers. Das Paar hatte sechs Kinder, darunter den Wissenschaftler Adelbert Ames Jr. (19. August 1880 – 3. Juli 1955), der Erfolge in Physik, Physiologie, Ophthalmologie, Psychologie und Philosophie erzielte.
1874 wurde Ames zum Gouverneur von Mississippi gewählt und gab darauf seinen Senatorenposten auf. Das Amt hatte er bis 1876 inne.
1898 griff Ames wieder zu den Waffen: Im Krieg gegen Spanien kämpfte er als Brigadegeneral der Freiwilligen auf Kuba. Er schrieb Memoiren, die posthum 1964 herausgegeben wurden. Am 12. April 1933 starb Adelbert Ames als letzter überlebender General des Bürgerkrieges in Ormond Beach, Florida. Er ist auf dem Hildreth Family Cemetery in Lowell, Massachusetts beerdigt.